# Korblift

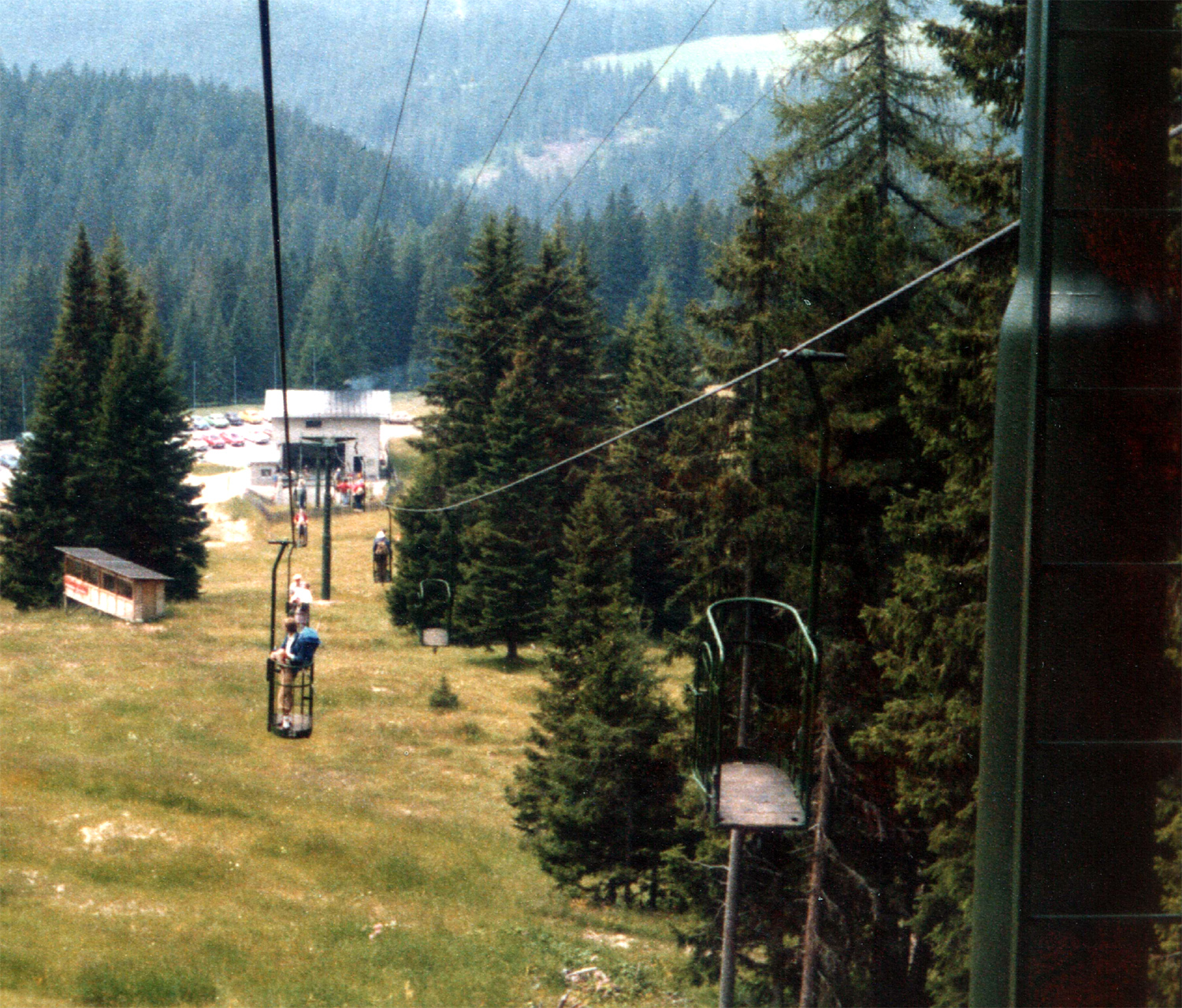
Korblift vom Karerpass zur Rosengartenhütte

Ein Korblift ist eine Luftseilbahn, bei der mehrere Körbe zur Beförderung von Personen an ein ständig umlaufendes Seil geklemmt sind und dadurch auf einer Seite von einer Station zur anderen und auf der Gegenseite wieder zurück zur ersten Station bewegt werden, wobei das Seil in der Regel über Seilbahnstützen läuft. 
Korblifte bestehen aus einem meist offenen Korbgehänge. Sind diese Stehkabinen geschlossen, spricht man eher von einem Gondellift. Diese Lifte sind im Großen und Ganzen mit einer Gondelbahn vergleichbar. Sie sind jedoch im Vergleich zu normalen Gondelbahnen bisher nur in fixgeklemmter Ausführung erstellt worden. Damit die Fahrgäste in den Stationen leicht ein- und aussteigen können, fahren diese Lifte mit geringerer Geschwindigkeit als Lifte, bei denen die Sessel in der Station abgekuppelt werden. Beispiele hierfür sind die Seilbahn Laveno, der Korblift von Vellau (Algund) zur Leiteralm, die Seilbahn in Gubbio oder der 2022 neu errichtete Korblift Prada-Costabella am Gardasee in Italien.

## Personenkapazität
Früher wurden Korblifte für zwei Personen gebaut. In der jüngsten Vergangenheit jedoch wurden Korblifte für 4, 5 (Telebourg Frankreich) oder mehr Personen hergestellt. Es gibt einen 6er-Korblift (CLOS FOURNIER, Frankreich, Chalets, Frankreich), einen 12er-Korblift (LA PINATELLE, Frankreich) sowie einen 24er-Korblift (Télécentre). Die Korblifte für zwei, vier oder sechs Personen sind fixgeklemmt und mit der Umlaufsscheibe verbunden. Das heißt, es entstehen keine Wartezeiten, da die Bahn sofort nachkommt. Bei den beiden größeren (12er und 24er Korblifte) muss man kurze Zeit warten, bis diese wieder nachkommen, da es sich hier um sogenannte fixgeklemmte Gruppenumlaufbahnen handelt.